# 蘇特大道-魯特蘭路車站
蘇特大道-魯特蘭路車站（英語：Sutter Avenue–Rutland Road station）是紐約地鐵IRT新地段線的一個地鐵站，位於布魯克林布朗斯維爾蘇特大道、魯特蘭路及東98街交界，設有2號線（僅繁忙時段停站）、3號線（任何時候停站（深夜除外））、4號線（僅深夜停站）與5號線（僅繁忙時段停站）列車服務。

## 車站結構
| 月台層 | 側式月台 | 側式月台 |
| 月台層 | 北行     | ← 往哈萊姆-148街 (皇冠高地-猶提卡大道) ← 深夜時往伍德羅恩 (皇冠高地-猶提卡大道) ← 往威克菲爾德-241街 (只限繁忙時段) (皇冠高地-猶提卡大道) ← 往伊斯徹斯特-代里大道 (只限繁忙時段) (皇冠高地-猶提卡大道) |
| 月台層 | 中央道床 | → 無軌道或道床 |
| 月台層 | 南行     | → ( 深夜時) 往新地段大道 (沙拉托加大道) → → 往新地段大道 (只限繁忙時段) (沙拉托加大道) → |
| 月台層 | 側式月台 | |
| 夾層   | 夾層     | 閘機、車站詢問處、Metrocard自動售票機 |
| Ground | 街道層   | 出入口 |

此高架車站於1920年11月22日啟用，設有兩個側式月台和兩條軌道，中央預留了軌道空間但從來沒有鋪設軌道。
此站是IRT新地段線最北端車站。往北，路線轉向西並鑽入地下通過東公園道成為IRT東公園道線。在IRT東公園道南側，往曼哈頓軌道走至往新地段大道軌道下方。中央軌道於近隧道出口的止衝擋開始，並於東公園道線皇冠高地-猶提卡大道車站以南匯入兩條快車軌道。
2016年10月5日起至2017年春天，朱尼烏斯街車站與蘇特大道-魯特蘭路車站會關閉以作翻新之用。

## 外部連結
- 维基共享资源上的相關多媒體資源：蘇特大道-魯特蘭路車站
- nycsubway.org—Brooklyn IRT: Sutter Avenue/Rutland Road
- Station Reporter — 3 Train
- The Subway Nut — Sutter Avenue–Rutland Road Pictures （页面存档备份，存于）
- Sutter Avenue entrance from Google Maps Street View （页面存档备份，存于）
- Rutland Road entrance from Google Maps Street View （页面存档备份，存于）
- Platforms from Google Maps Street View